# Szent Maximilian Kolbe
Szent Maximilian Kolbe (Zduńska Wola, 1894. január 8. – Auschwitz, 1941. augusztus 14.) lengyel ferences rendi minorita szerzetes, vértanú.

## Élete
Szegény szülők gyermekeként egy lengyelországi kisvárosban, Zduńska Wolában született 1894-ben. A keresztségben a Rajmund nevet kapta. Német ősöktől származó apja Julius Kolbe volt, édesanyja Maria Dąbrowska. Négy testvére közül kettő korán meghalt tuberkulózisban. Apja először gyári munkásként kereste kenyerét, később egy vallásos kiadványokat forgalmazó könyvesboltot vezetett. Az apa 1914-ben belépett a Józef Piłsudski tábornok által vezetett, az orosz megszállók ellen, a lengyel függetlenségért harcoló légióba. Az oroszok elfogták és kivégezték.
Rajmund 1907-ben lépett a minorita rendbe. A középiskolát Lembergben a ferencesek kisszemináriumában végezte, 1910-től ugyanitt volt novícius. A rendben a Maximilian nevet kapta. Filozófiát 1912-től Krakkóban és Rómában a Gregoriana Egyetemen, teológiát 1915-től szintén Rómában a Seraphicumban (a Nemzetközi Ferences Kollégiumban) tanult, mindkét helyen doktorátust szerezve. 1914. október 1-jén tett ünnepélyes szerzetesi fogadalmat.
1917-ben hat rendtársával megalapította a Militia Immaculatae (A Szeplőtelen Szűz Katonái) társulatot, hogy Szűz Mária közbenjárásával a bűnösök és az egyház ellenségeinek megtérítésén dolgozzon, különös tekintettel a szabadkőművesekre. Kolbe atya annyira komolyan vette ezt a célt, hogy még a Csodás érem imádságot is kiegészítette:
Ó, bűn nélkül fogant Szűz Mária, könyörögj érettünk, kik hozzád menekülünk! És azokért, akik nem menekülnek hozzád, különösen a szabadkőművesekért, és mindenkiért, akit neked ajánlottak!
1918. április 28-án szentelték pappá Rómában. Lengyelországba visszatérve kezdetben tanár és kórházlelkész volt. 1919-től Krakkóban a rendi szeminárium filozófia és egyháztörténelem tanára. Tüdőbetegségéből felgyógyulva elindította a Rycerz Niepokalanej (A Szeplőtelen Szűz Lovagja) című folyóiratot. Emellett napilapot is irányított, valamint katolikus rádióállomást alapított. 1927-ben Varsó mellett megalapította Niepokalanow (a Szeplőtelen városa) kolostorát, mely irányítása alatt gyors virágzásnak indult.
Rendje 1930-ban Japánba küldte missziós szolgálatra. Nagaszakiban egy ferences kolostort, egy második Niepokalanowot alapított. A szemináriumban filozófiát tanított, és a helybeli papokkal együtt szerkesztette a japán nyelvű Lovagot, mely 1930-ban tízezer, 1934-ben pedig már hetvenezer példányban jelent meg. A Távol-Keleten töltött évek alatt két kisszemináriumot alapított japán fiatalok részére.
Hazatérése után, 1936-tól ismét Niepokalanow házfőnöke. 1939-ben, a háború kitörése után nem sokkal a Gestapo negyven rendtársával együtt letartóztatta, 4 hónapig volt börtönben.
1941. február 17-én újra letartóztatták, mivel rádióján németellenes műsort sugárzott, valamint lengyel, zsidó és ukrán üldözötteket bújtatott, illetve menekülésüket segítette. Először a varsói központi börtönbe szállították, majd május 20-án az auschwitzi koncentrációs táborba deportálták. Ő volt a 16670-es számú rab.
Augusztus 1-jén a tábor 14-es barakkjából, ahol Maximilian Kolbe is élt, megszökött egy rab. A tábor parancsnoka bosszúból a barakk tíz lakóját éhhalálra ítélte. Ekkor Kolbe atya önként vállalta a halált egy kétgyermekes családapa, Franciszek Gajowniczek helyett. A tíz foglyot egy félig földbe ásott bunkerbe zárták össze, hogy lassú éhhalál végezzen velük. A bunkerből mindvégig hallatszott az imádság és az ének, amit Kolbe atya vezetett a halálraítéltek között. Két hét után már csak ő volt életben (böjthöz szokott szervezete bírta az éhezést). Nagyboldogasszony vigíliáján egy injekcióval oltották ki életét. Franciszek Gajowniczek túlélte a tábort, 1995-ben hunyt el.

## Emlékezete
1971. október 17-én VI. Pál pápa boldoggá, majd 1982. október 10-én II. János Pál pápa szentté avatta. Mindkét eseményen részt vett Franciszek Gajowniczek is.
Liturgikus ünnepét a katolikus egyházban augusztus 14-én tartják. A szent ábrázolása: barna, ferences rendi habitus (csuha), rajta rabcsíkos kabát, a háttérben szögesdrót. A keresztény sajtó és újságírók védőszentje, emellett a családok, rabok, az internet és a rádióamatőröké is. Mértéktelenség (torkosság, iszákosság) elleni harcban kérik oltalmát.
Krzysztof Zanussi rendező 1990-ben másfél órás filmet forgatott „Életet az életért” címmel Maximilian Kolbe életéről.
A 2011-es évet a lengyel szenátus Maximilián Kolbe-évvé nyilvánította, mártírhalálának 70. évfordulója alkalmából.

## Magyarul megjelent művei
- Maximilian Kolbe; szöveg, vál., összeáll. Jan Dobraczynski, Balássy Péter, jegyz. Balássy László; Ecclesia, Bp., 1978
- Kolbe atya breviáriuma; összeáll., ford. Koncz Éva; Szt. Maximilian, Bp., 2007
- A szeplőtelen lovagja. Válogatás Szent Maximilian Kolbe írásaiból és gondolataiból; szerk. Tóth Tünde, Vizler Tibor, ford. Kálmán Judit; Etalon, Bp., 2019

## Fordítás
- Ez a szócikk részben vagy egészben  a   Maximilian Kolbe című német Wikipédia-szócikk fordításán alapul.  Az eredeti cikk szerkesztőit annak laptörténete sorolja fel. Ez a jelzés csupán a megfogalmazás eredetét és a szerzői jogokat jelzi, nem szolgál a cikkben szereplő információk forrásmegjelöléseként.